# Cidade independente
Uma cidade independente nos Estados Unidos é uma cidade que não pertence a nenhum condado em particular. Atualmente, existem 41 cidades independentes nos Estados Unidos, das quais 38 estão localizadas na Virgínia. Neste estado, toda cidade primária (city) é uma cidade independente. Fora da Virgínia cidades independentes são raras, porém a cidade independente mais populosa dos Estados Unidos é Baltimore, localizada no Estado de Maryland. As outras duas são Carson City em Nevada e St. Louis em Missouri.
Na Alemanha, kreisfreie Stadt ou Stadtkreis é uma cidade que não está sujeita ao governo de nenhum distrito. Exemplos de cidades sem-distrito são Munique ou Magdeburgo.